# Complesso parrocchiale di Pleyben

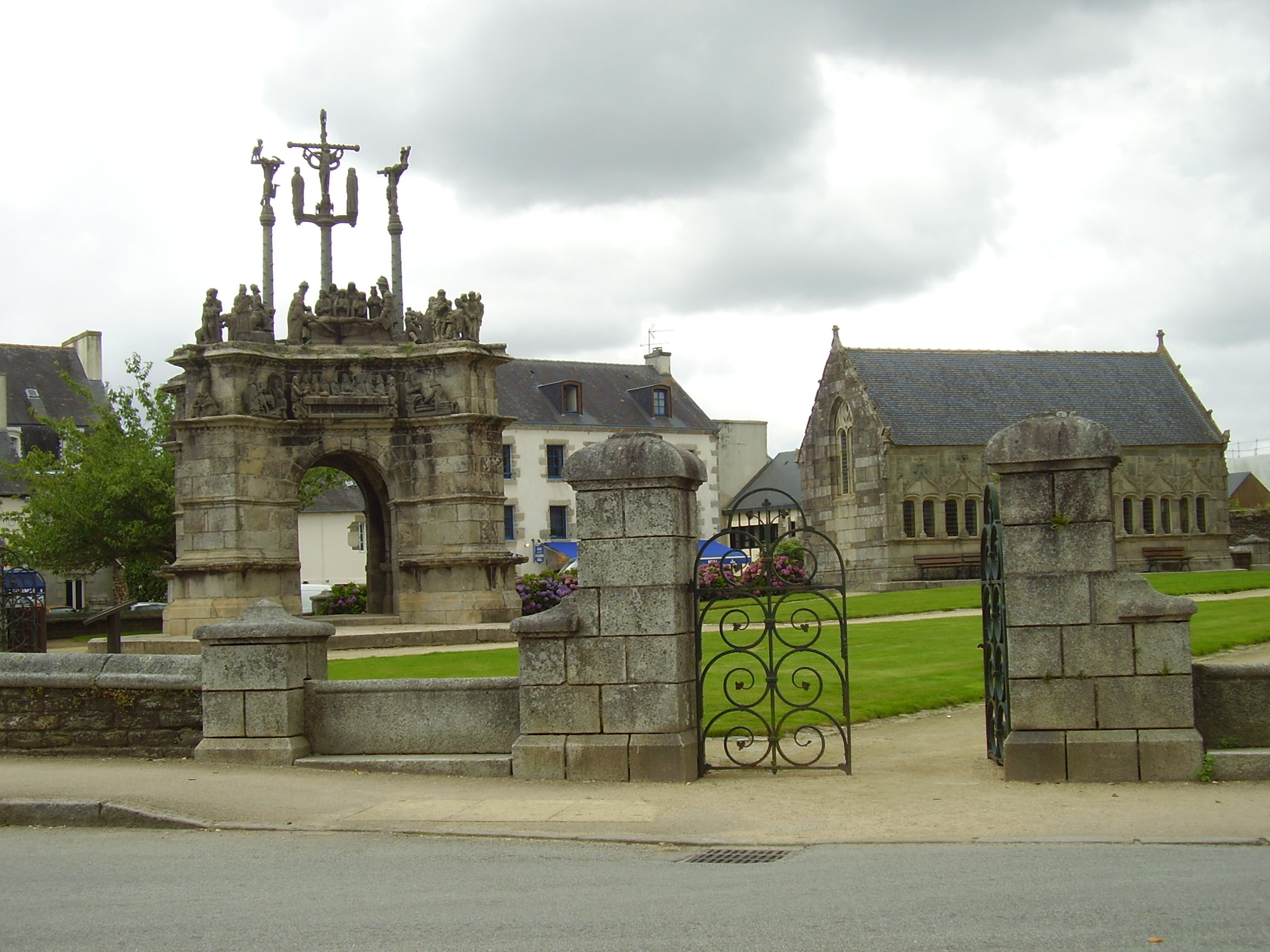
Pleyben (Finistère, Bretagna): il complesso parrocchiale

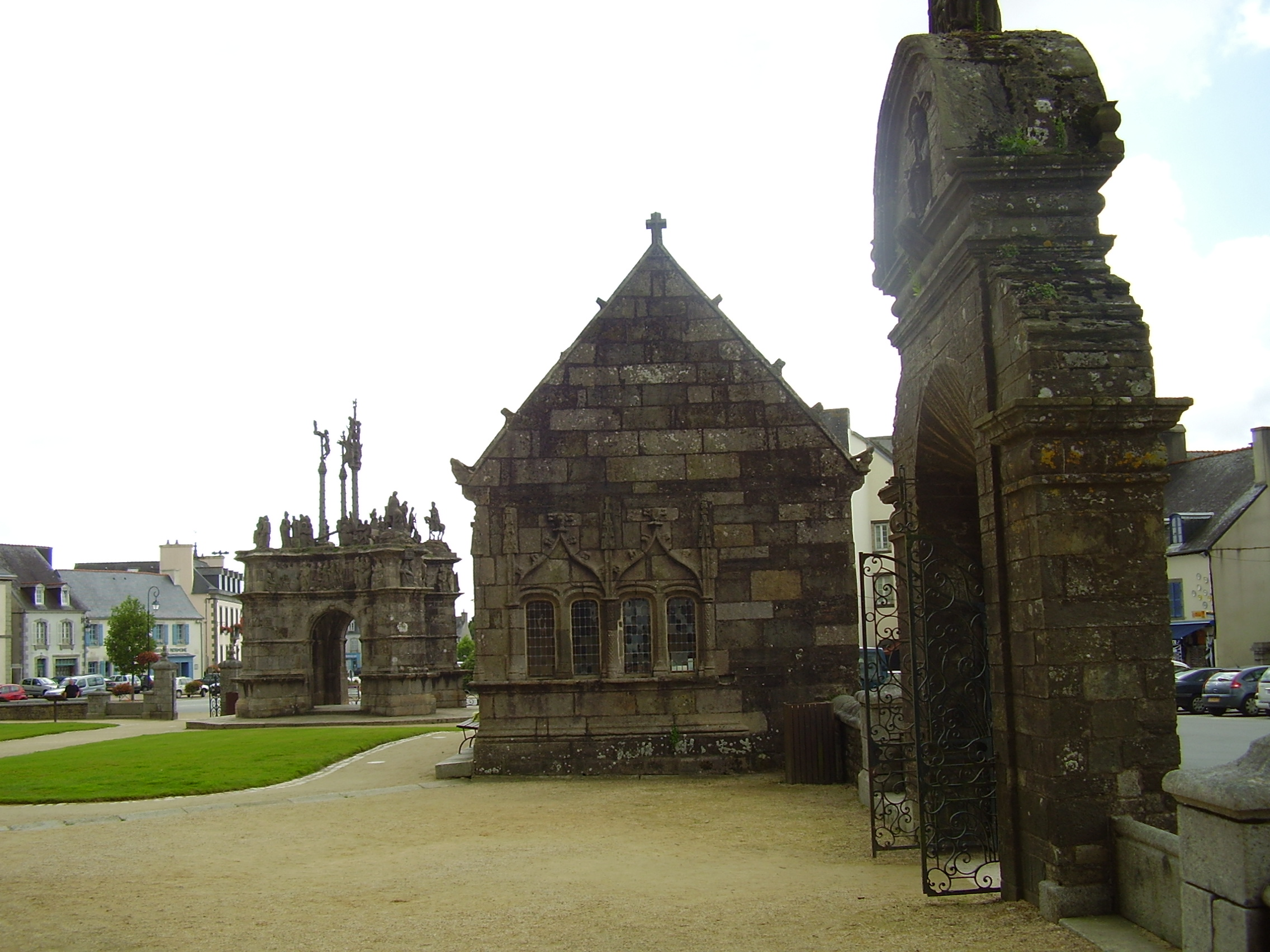
Il complesso parrocchiale di Pleyben con l'arco trionfale, la cappella funeraria e il calvario

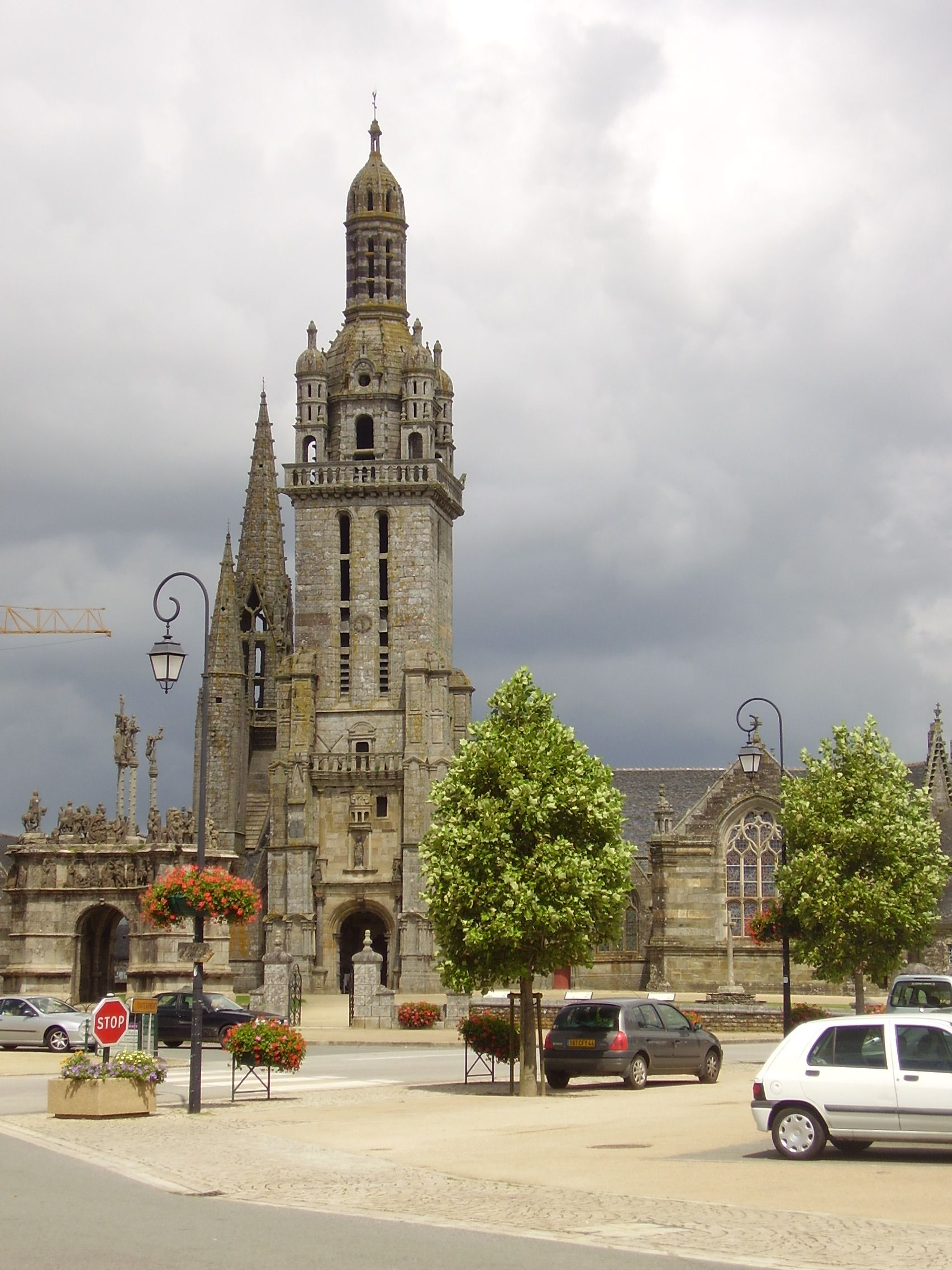
La chiesa del complesso parrocchiale di Pleyben con la torre di San Germano

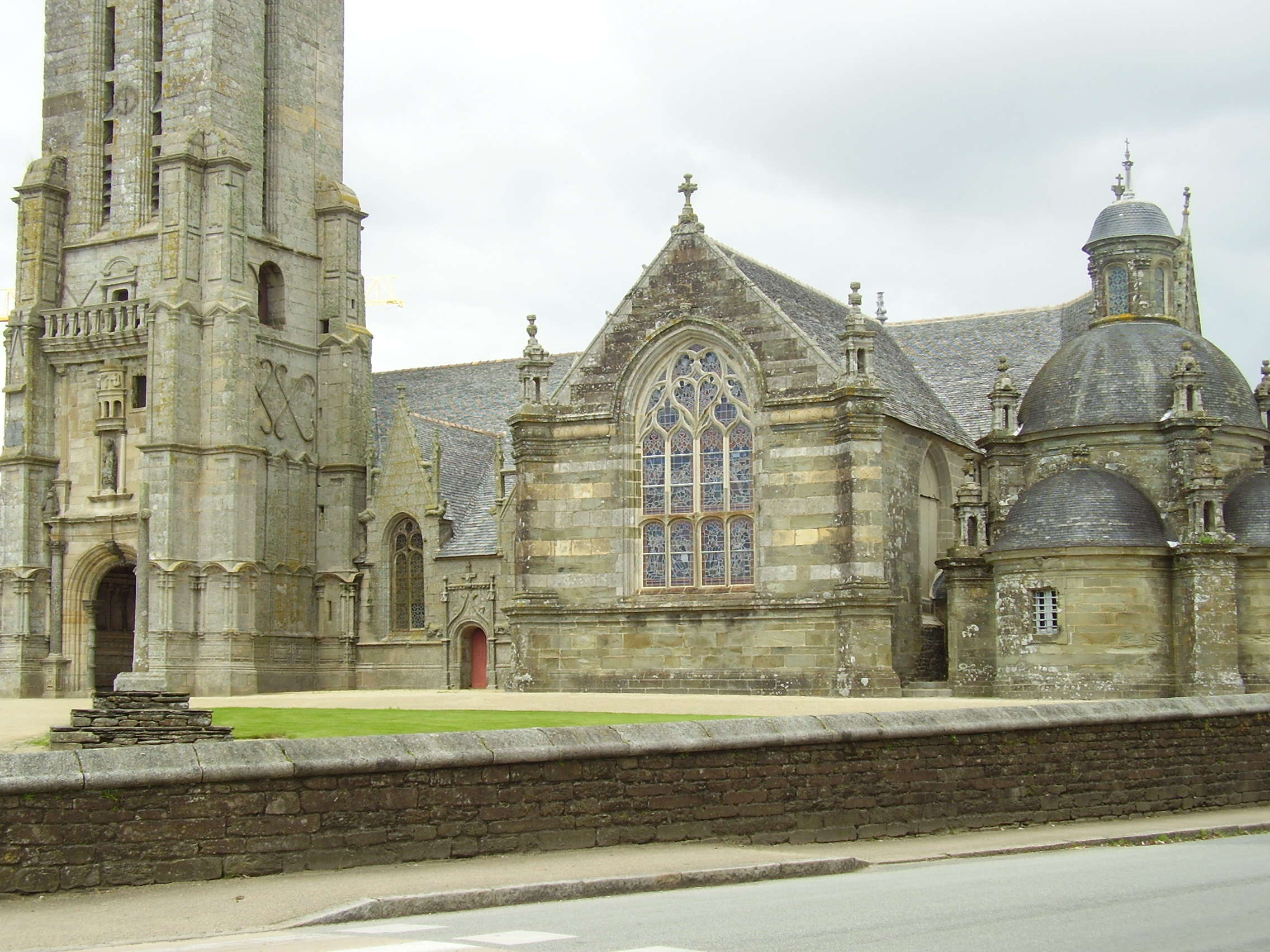
Particolare della chiesa del complesso parrocchiale di Pleyben

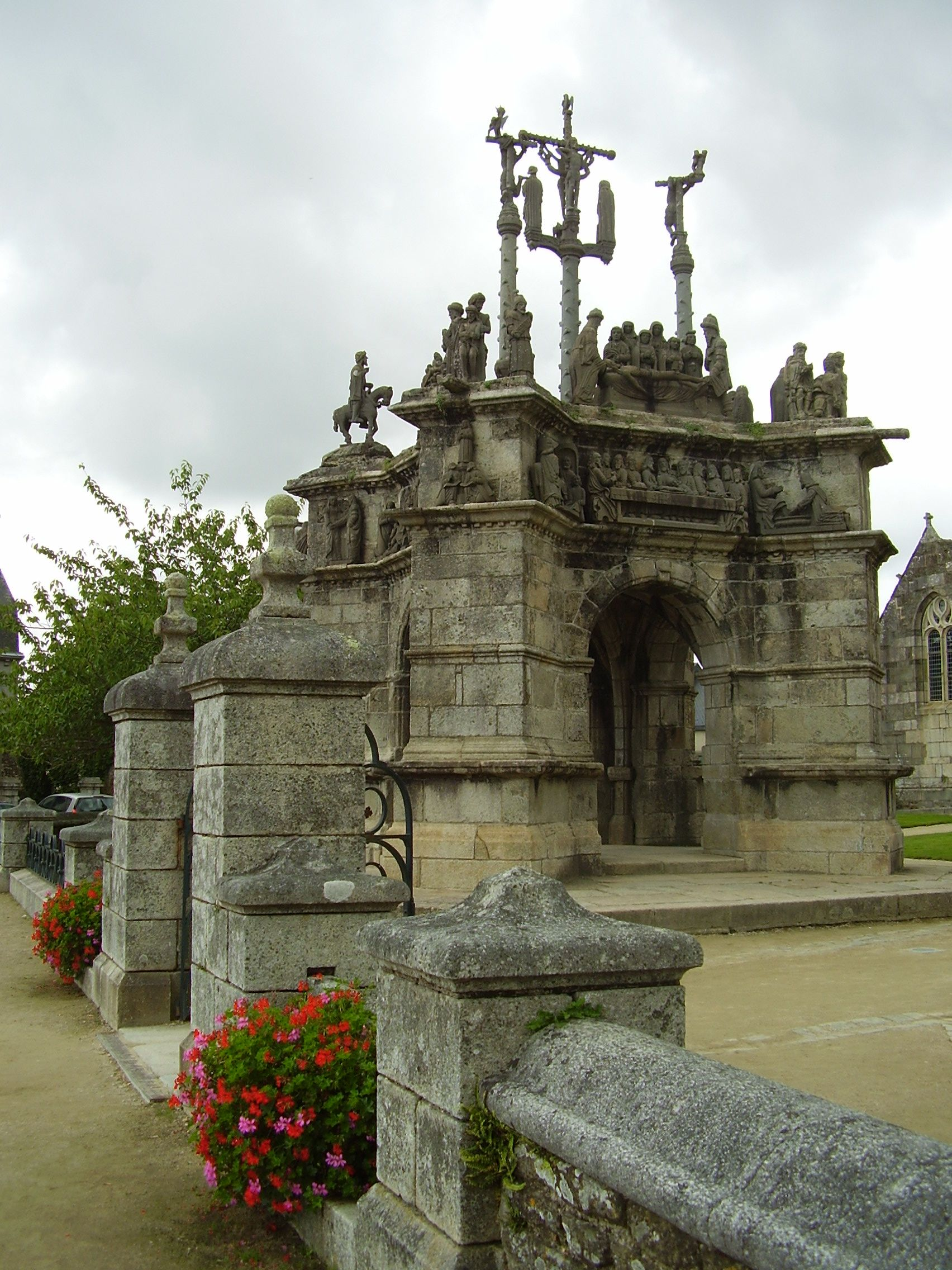
Il calvario di Pleyben

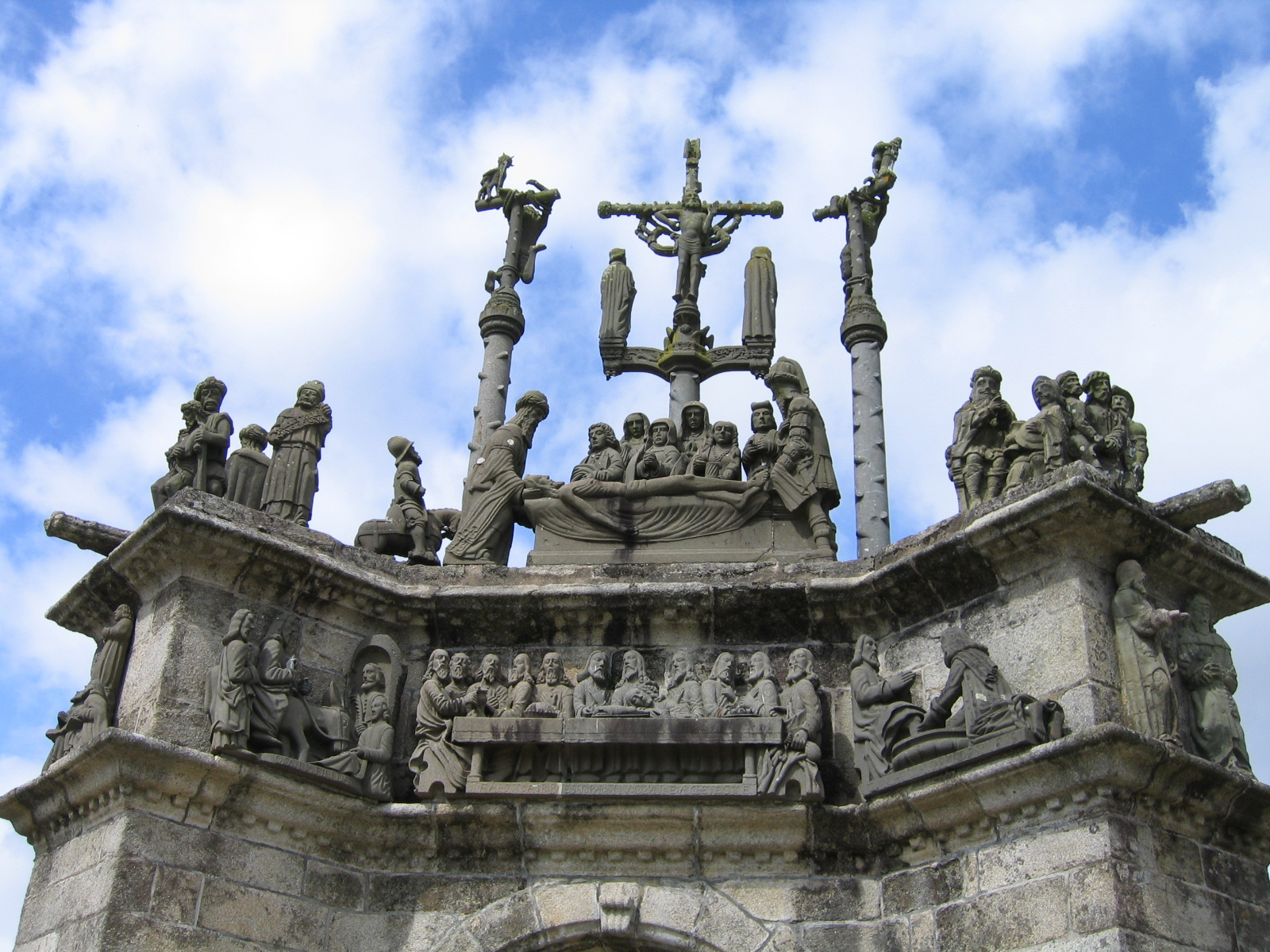
Altra immagine del calvario di Pleyben

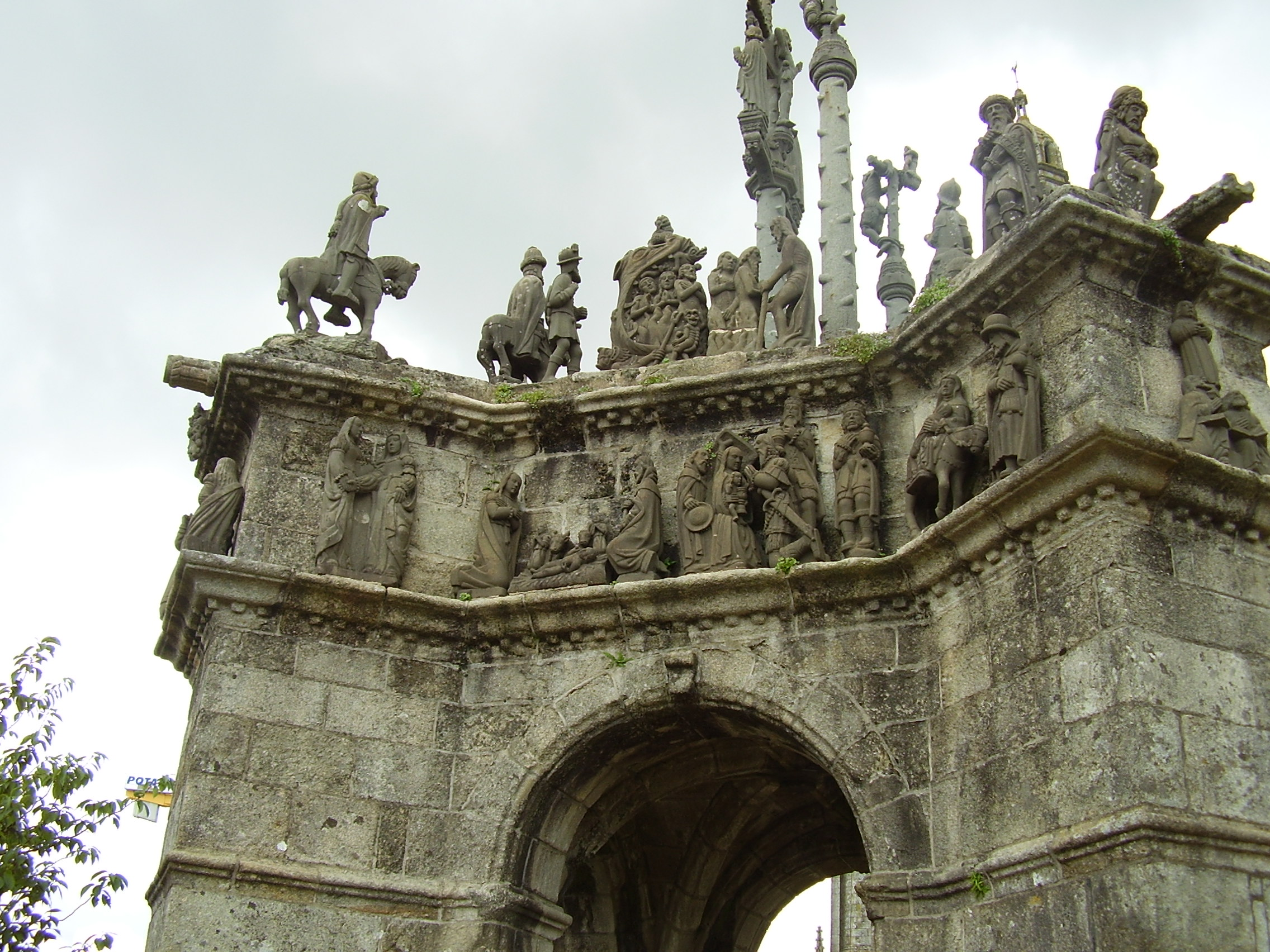
Ancora un'immagine del calvario di Pleyben

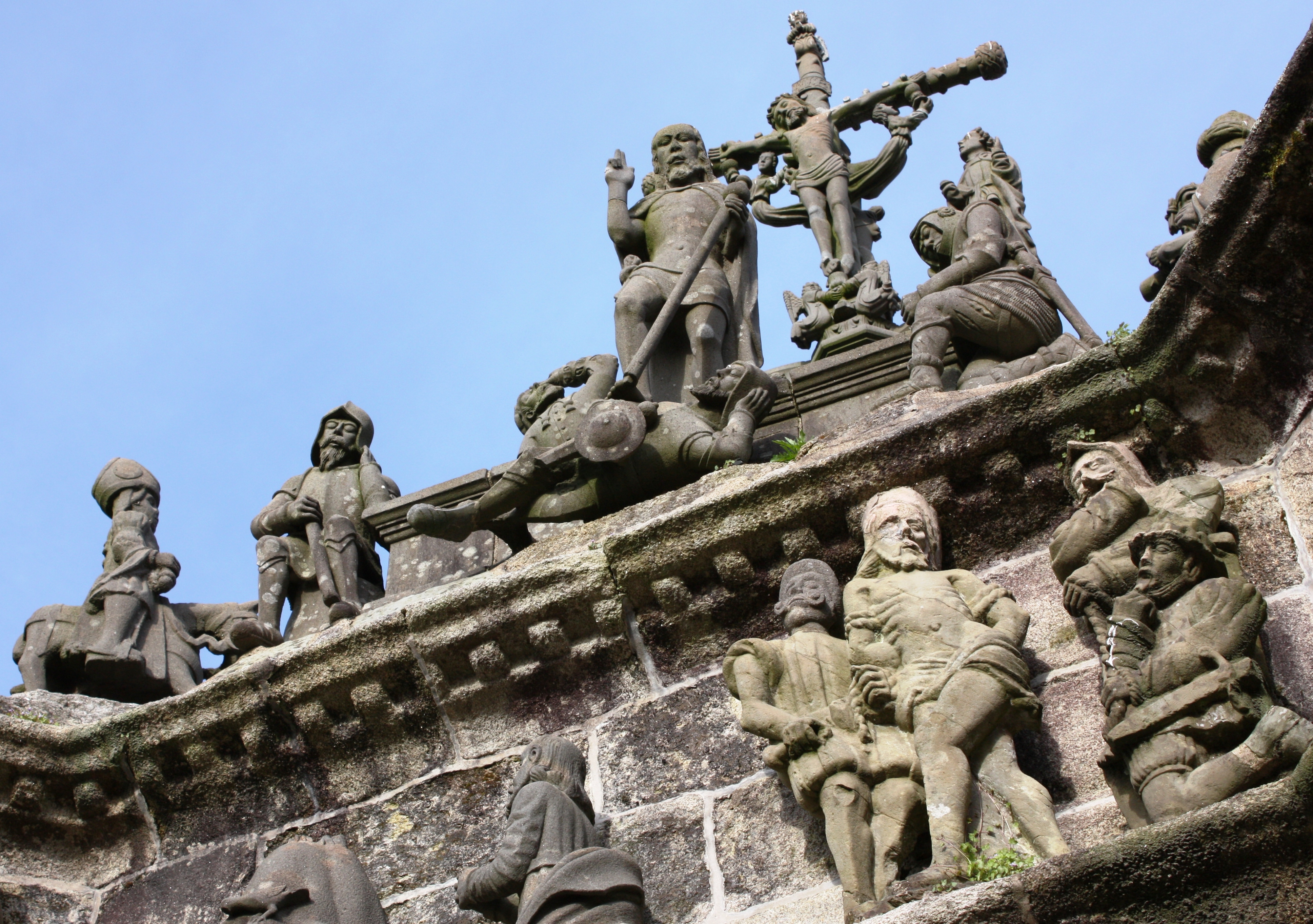
Sculture nel calvario di Pleyben

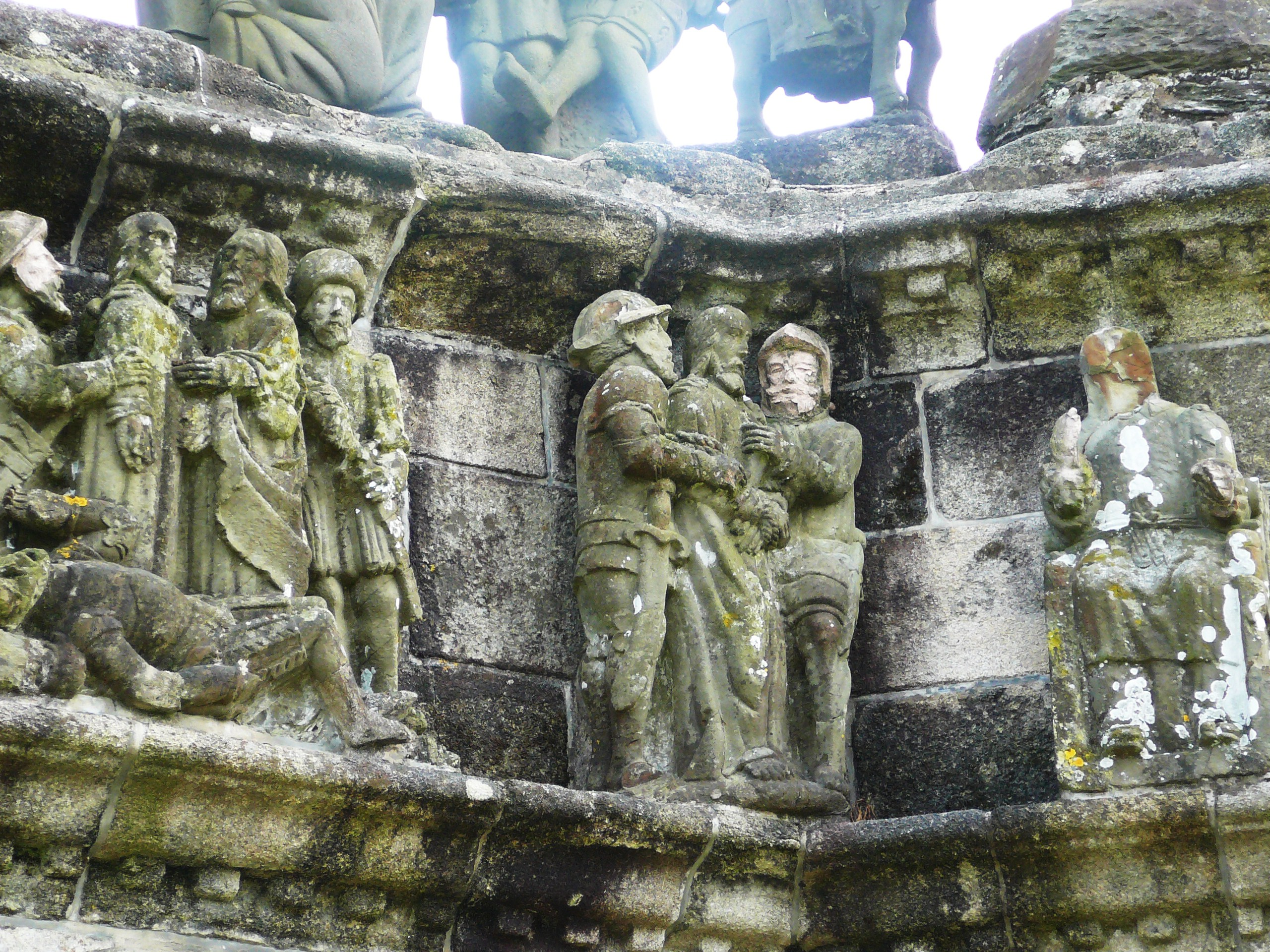
Altre sculture nel calvario di Pleyben

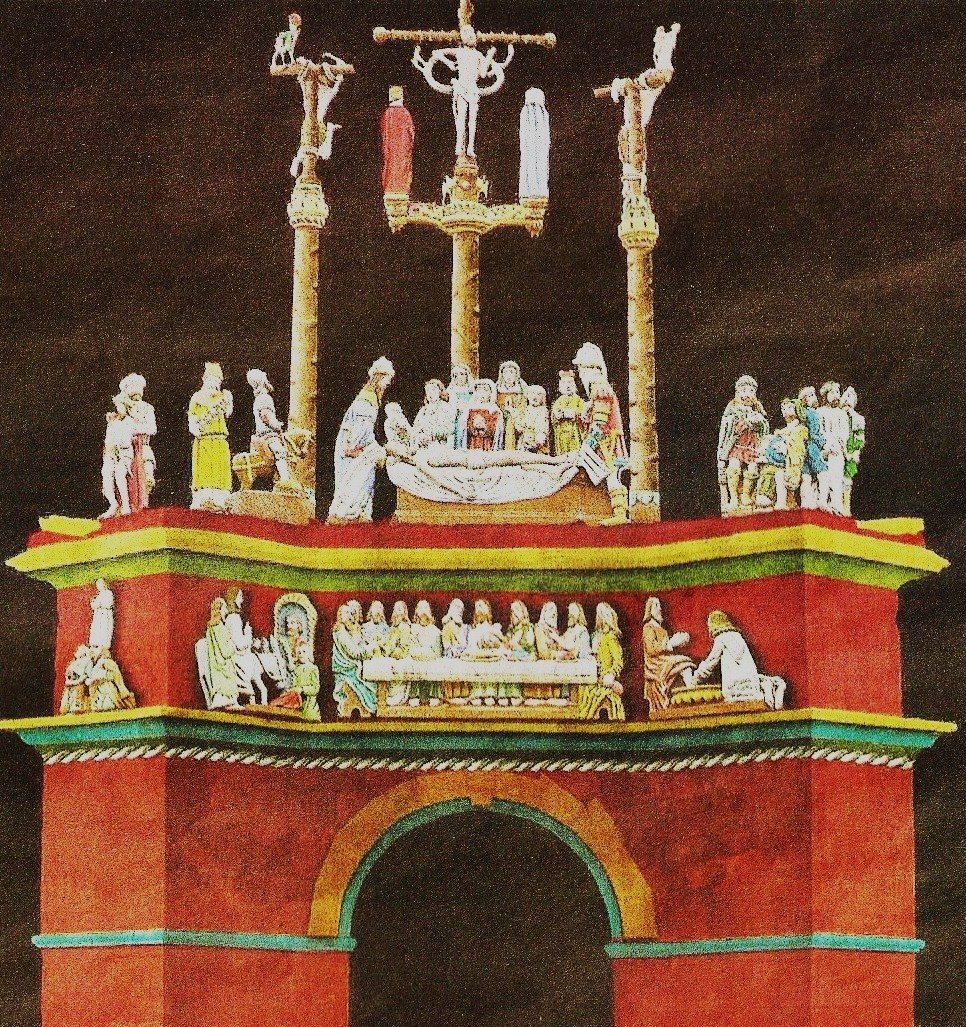
Il calvario di Pleyben in un gioco di suoni e luci

Il complesso parrocchiale di Pleyben o recinto parrocchiale di Pleyben (in francese "enclos paroissial de Pleyben") è un tipico complesso parrocchiale (enclos paroissial) bretone che si trova nella località di Pleyben, nel dipartimento del Finistère, e che è stato realizzato in stile gotico, rinascimentale e Beaumanoir principalmente tra il XVI e il XVII secolo (con alcune parti risalenti al XV secolo e con alcuni interventi anche nel corso del XVIII secolo).
Il complesso, situato in place Charles de Gaulle, presenta tra i suoi principali elementi costitutivi una chiesa dedicata a san Germano di Auxerre e costruita tra il 1564 e il 1690 e uno tra i più imponenti calvari bretoni, realizzato tra il 1555 e il 1650.
Il complesso è classificato come monumento storico (la chiesa dal 1846, il calvario dal 1875 e l'ossario dal 1914).

## Arco trionfale
L'arco trionfale del complesso parrocchiale di Pleyben fu realizzato nel 1725.
È costituito da un arco a tutto sesto, sormontato da un frontone curvo.

## Chiesa
La chiesa del complesso parrocchiale di Pleyben, dedicata a san Germano, vescovo di Auxerre, fu innalzata al posto di una chiesa preesistente, di cui non rimane nulla.
I lavori iniziarono nel 1564, con la ricostruzione in stile gotico fiammeggiante del campanile di Santa Caterina, lavori che terminarono nel 1583. Nel 1588 iniziarono poi i lavori di costruzione di un altro campanile, la torre di San Germano, lavori che furono poi interrotti dalla guerra e che terminarono solo nel 1642.
Tra il 1680 e il 1690, fu infine aggiunta la sacrestia.

### Esterni
Gli esterni della chiesa presentano un portale che reca una statua raffigurante San Germano di Auxerre e sono dominati da due campanili, uno dedicato a san Germano (il più alto dei due), l'altro a santa Caterina.

#### Torre di San Germano
La torre di San Germano, realizzata tra il 1588 e il 1642 in stile rinascimentale, è alta ben 48 metri e presenta una cupola a lanterna.

#### Campanile di Santa Caterina
Il campanile di Santa Caterina, realizzato tra il 1564 e il 1583, presenta una guglia in stile gotico.

#### Sacrestia
La sacrestia, risalente - come detto - al 1680-1690, è un'imitazione della chapelle de Villers-Cotterêts di Aisne.

### Interni

#### Navata
La navata della chiesa di San Germano presenta un soffitto decorato con scene sacre e scene secolari, che fu realizzato nel XVI secolo.
|  |

#### Altare maggiore
L'altare maggiore della chiesa di San Germano fu realizzato nel 1667.
È decorato da alcune vetrate colorate realizzate tra il XVI e il XVII secolo.
Vi si trova una pala d'altare realizzata tra il 1667 e il 1668 e un tabernacolo a due piani.

#### Pala d'altare del Rosario
La Pala d'altare del Rosario (Retable du Rosaire) fu realizzata tra il 1696 e il 1698 dallo scultore Jean Cévaer e dal falegname Yves Le Seven ed è decorata con dipinti di Ollivier Grall, realizzati nel 1736.
|  |

#### Organo
L'organo è opera di Thomas Dallam e risale al 1693 circa.
|  |

#### Statue di santi

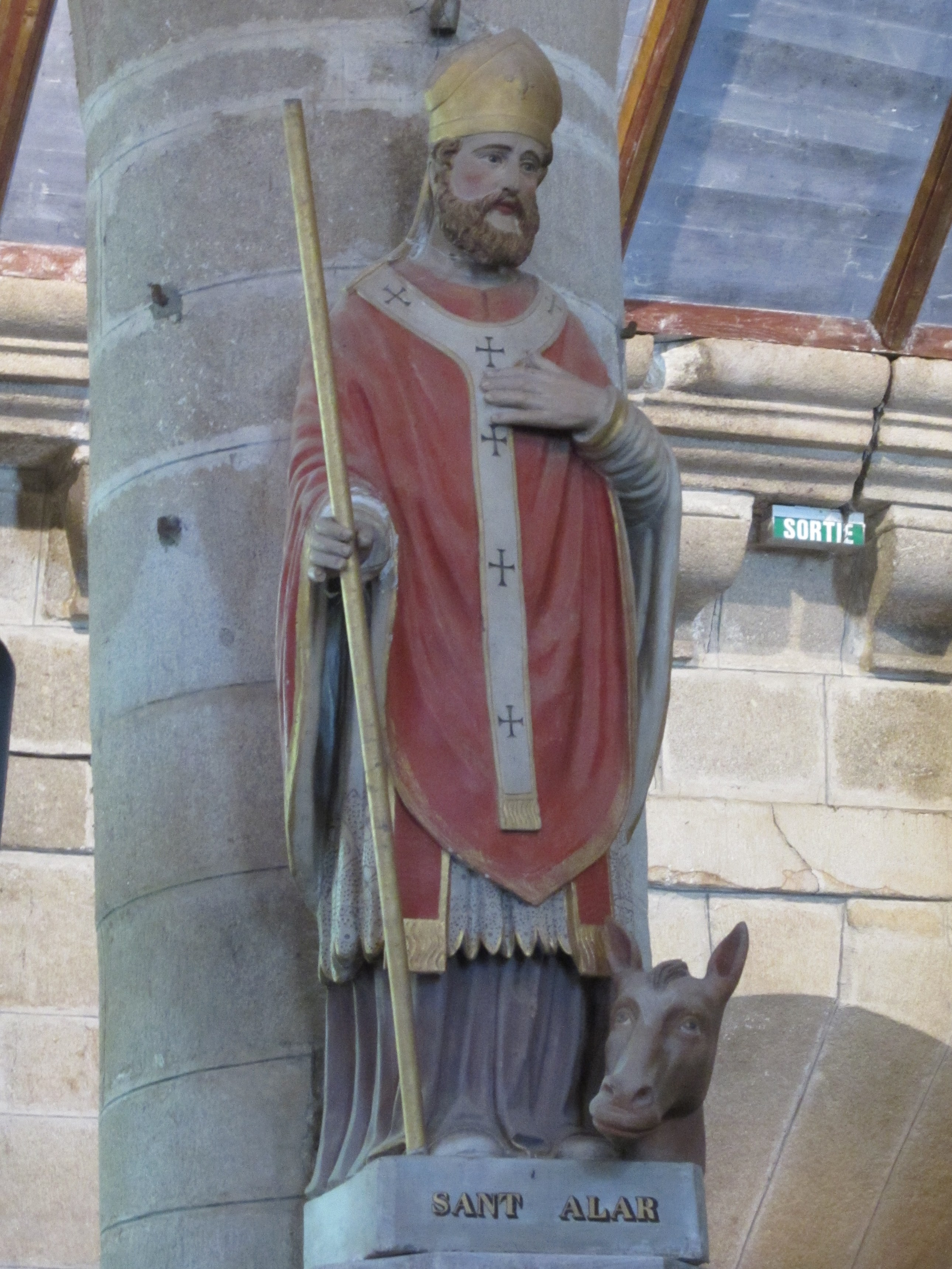
Sant'Alar
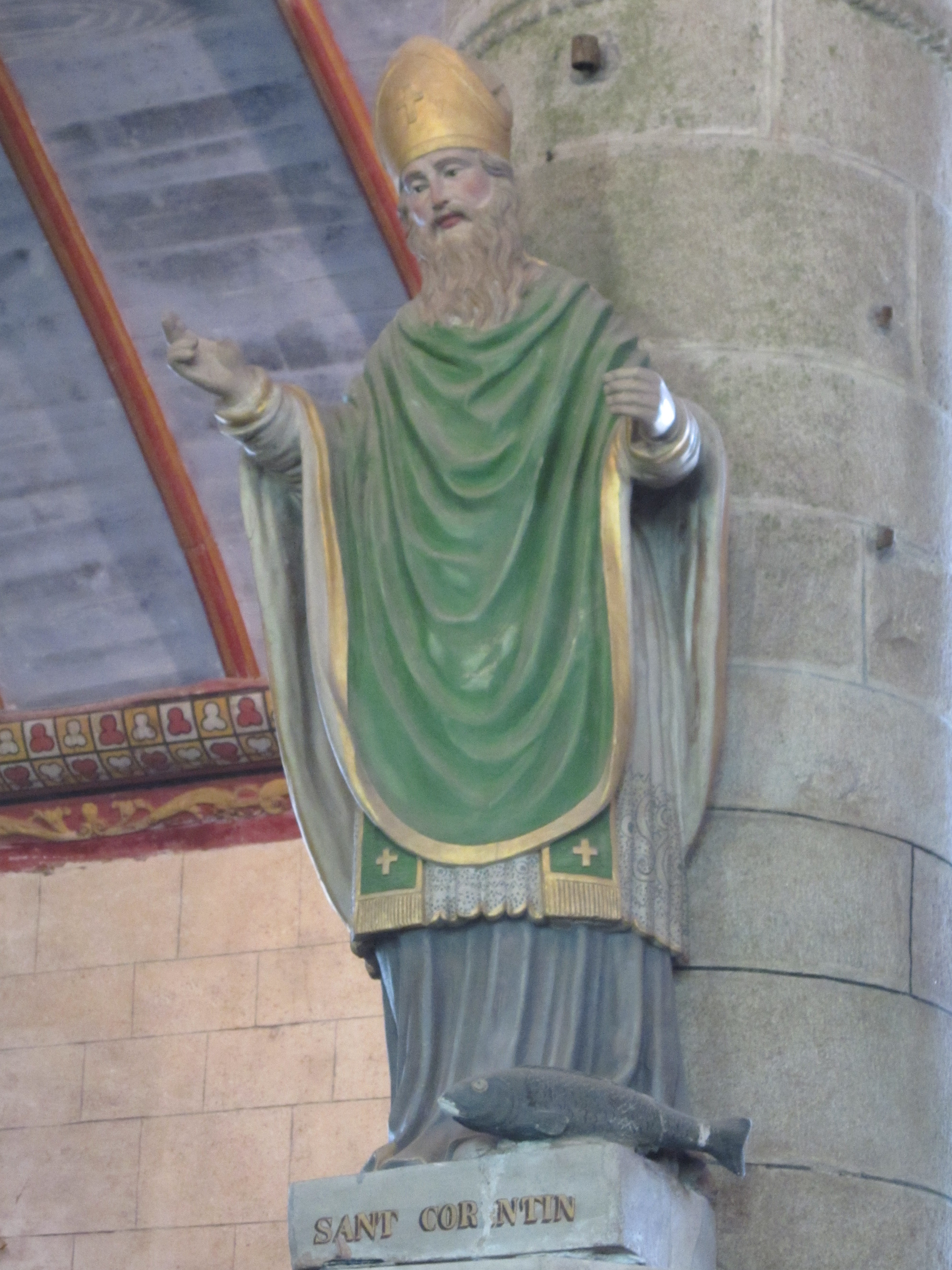
San Corentino di Quimper
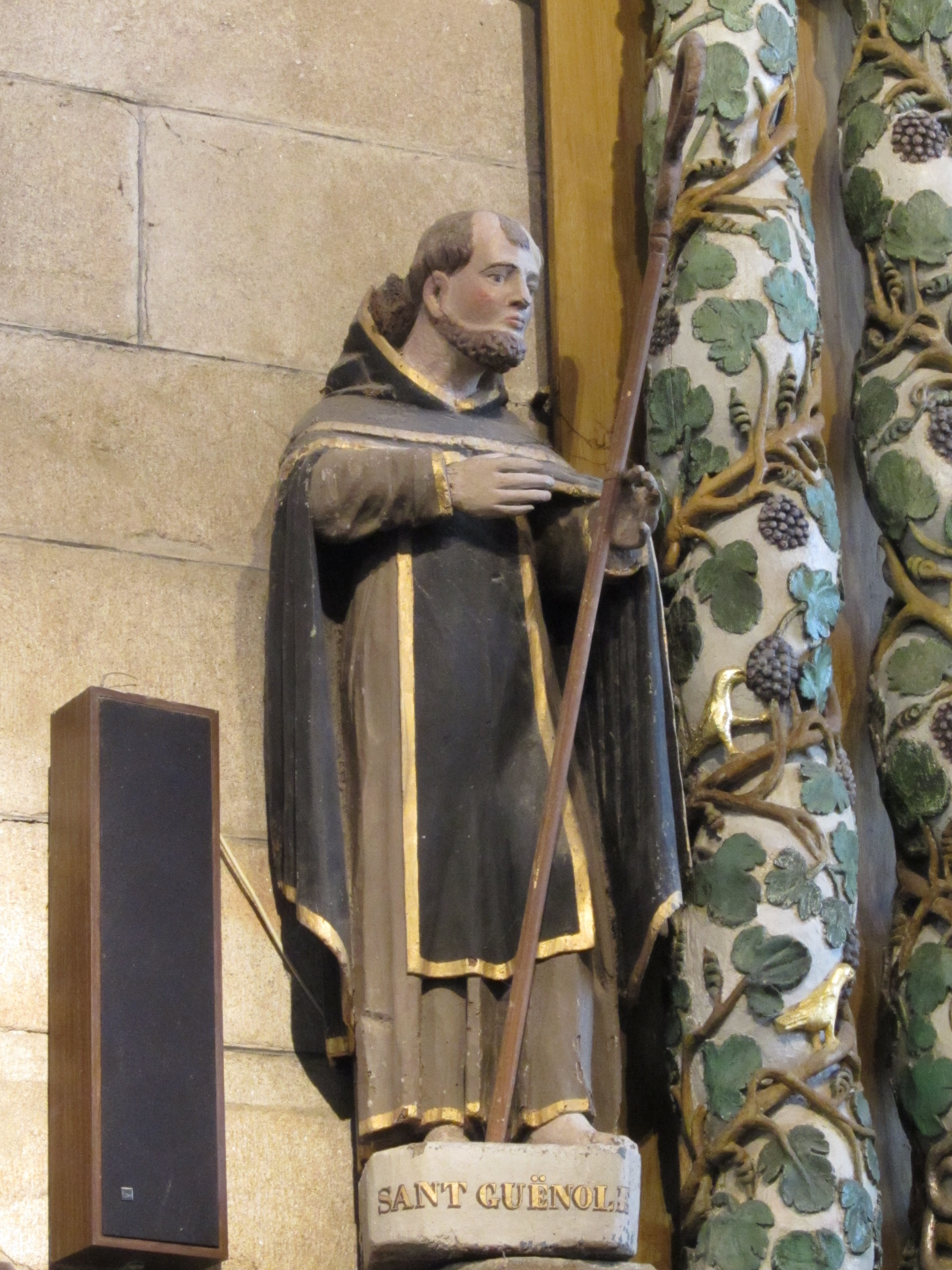
San Vinvaleo di Landévennec
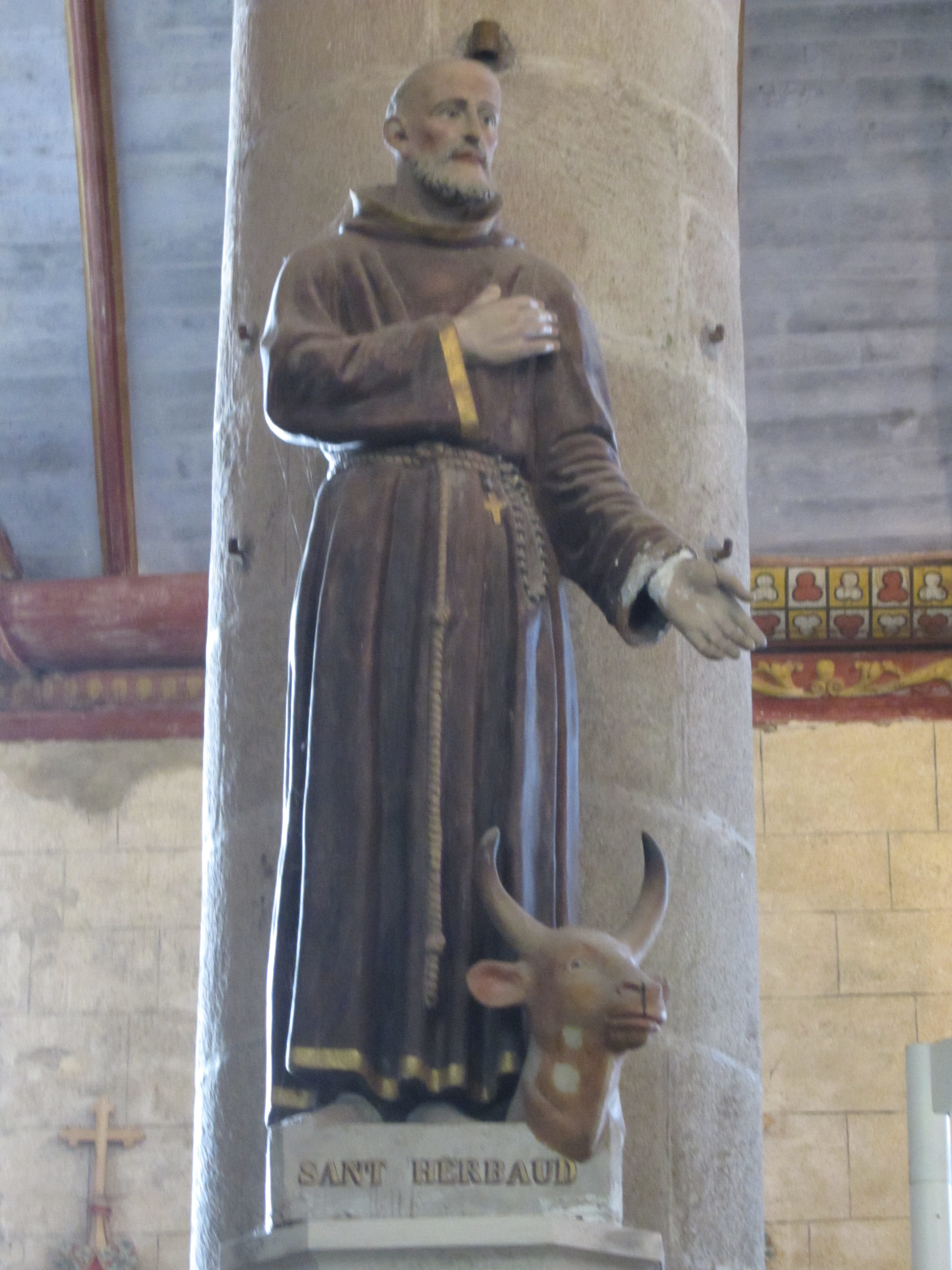
San Herbot
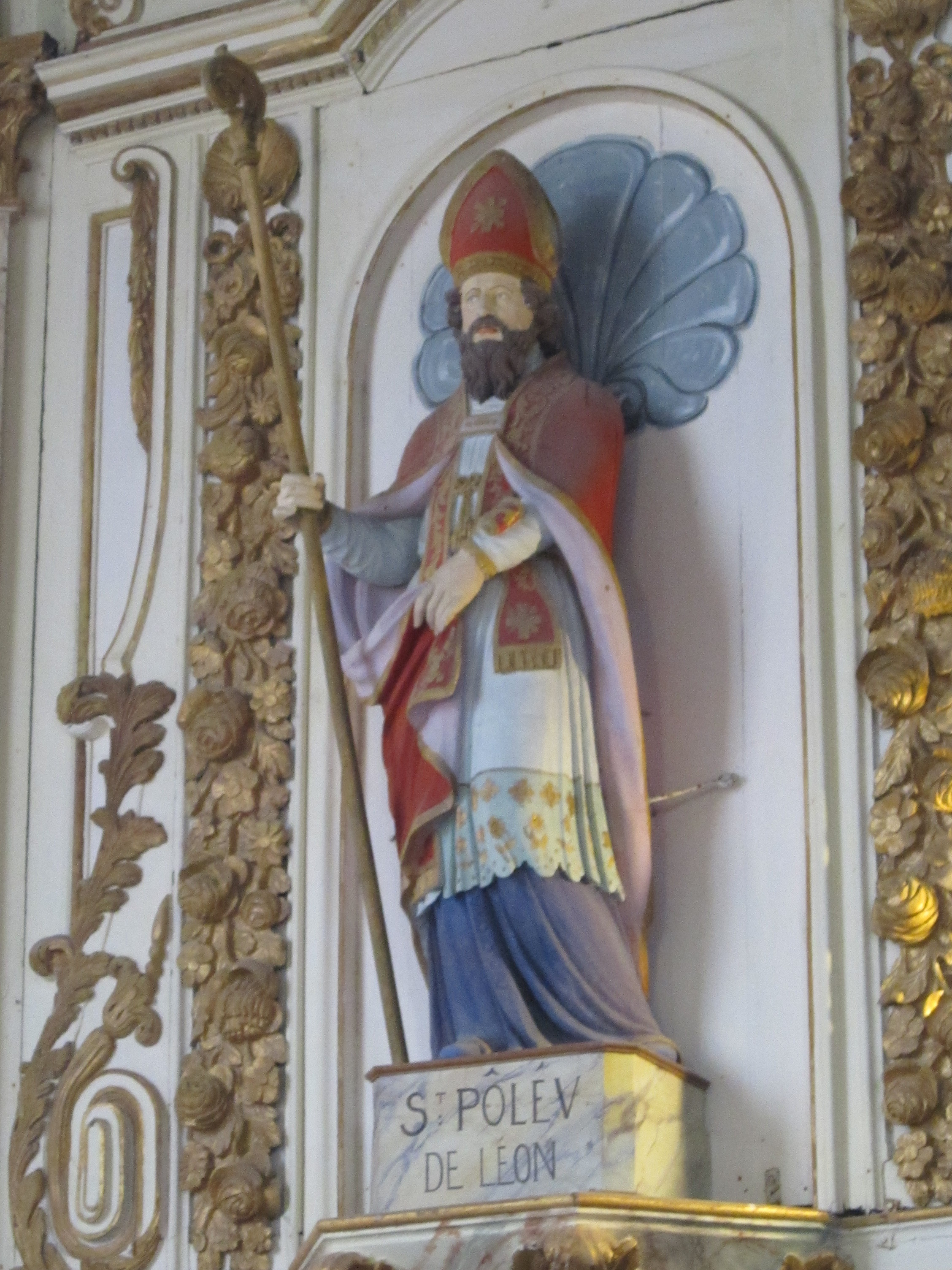
San Paolo Aureliano

## Calvario
Il calvario di Pleyben, tra i più imponenti calvari bretoni, fu iniziato nel 1555 e completato nel 1650 da Julien Ozanne , che vi aggiunse alcune sculture in kersantite. Le datazioni si apprendono da alcune iscrizioni, una delle quali è posta nel portico, vicino alla statua raffigurante san Germano di Auxerre.
Eretto inizialmente di fianco alla chiesa, il calvario di Pleyben fu spostato al centro del complesso parrocchiale nel 1738 e assunse un aspetto monumentale nel 1743.

### Caratteristiche
Sul calvario sono raffigurante 30 scene sulla vita di Cristo.
Le scene scolpite sul calvario di Pleyben sono disposte su quattro lati e su due piani e dovevano essere "lette" dai fedeli dal lato ovest al lato est (dove sono raffigurate la crocifissione e la resurrezione). In cima vi si trova la croce con Gesù e ai lati le croci con i due ladroni.
Vi sono raffigurate, tra l'altro, l'Annunciazione, la Visitazione di Maria, la Nascita di Gesù, l'Adorazione dei Magi, la Fuga in Egitto, l'Ultima Cena con la Lavanda dei piedi, l'arresto di Gesù, la crocifissione, la Resurrezion di Cristo, ecc.
Tra le sculture del calvario di Pleyben, degna di nota è quella che raffigura il pentimento di Pietro, scena che rappresenta un caso unico nell'iconografia dei calvari monumentali bretoni.
|  |  |

## Cappella funeraria
L'ossario del complesso parrocchiale di Pleyben, denominato Chappelle des Trépassés fu realizzato nel XVI secolo (anche se reca la data del 1733, che si riferisce però ad un successivo restauro).
Il 28 ottobre 1738 è stato intitolato a san Simone e a san Giuda. Ora è stato riconvertito in un museo dedicato alla storia e alla cultura locale e che ospita esposizioni temporanee.
|  |